# 알렉상드르 드 보아르네
보아르네 자작 알렉상드르 프랑수아 마리 드 보아르네(Alexandre François Marie de Beauharnais, Vicomte de Beauharnais, 1760년 5월 28일 ~ 1794년 7월 23일)는 프랑스의 귀족이자 군인이다.
나폴레옹 1세의 황후 조제핀 드 보아르네의 전 남편으로 유명하다. 그는 미국 독립 전쟁에 루이 16세의 프랑스 군인으로서 참가했으며 프랑스 혁명이 발발하자 혁명군 편에서 군을 지휘했다. 1794년 로베스피에르의 공포정치 하에서 체포되었고 사형을 언도받았다. 아내인 조제핀 또한 체포되어 같은 감옥에 수감되었다(그녀는 석달 뒤 석방되었다). 7월 23일 알렉상드르는 사촌과 함께 지금의 콩코르드 광장에서 길로틴에 의해 참수되었다. 테르미도르의 반동이 있기 불과 며칠 전의 일이었다.